# Lagoa (Rio de Janeiro)
Lagoa (na portugalskom znači laguna) je četvrt u južnoj zoni Rio de Janeira, koja praktično predstavlja područje oko lagune Rodrigo de Freitas. Carioce (stanovnici Rio de Janeira) u kolokvijalnom govoru pod lagunom podrazumijevaju i lagunu i četvrt. Lagoa se nalazi između četvrti Ipanema, Leblon, Copacabana, Gavea i Jardim Botânico.